# Hołoby
Hołoby (ukr. Голоби) – osiedle typu miejskiego na Ukrainie w rejonie kowelskim obwodu wołyńskiego, na historycznym Wołyniu. Osiedle liczy 3792 mieszkańców (2024).
Znajduje tu się stacja kolejowa Hołoby, położona na linii Zdołbunów – Kowel.

## Historia

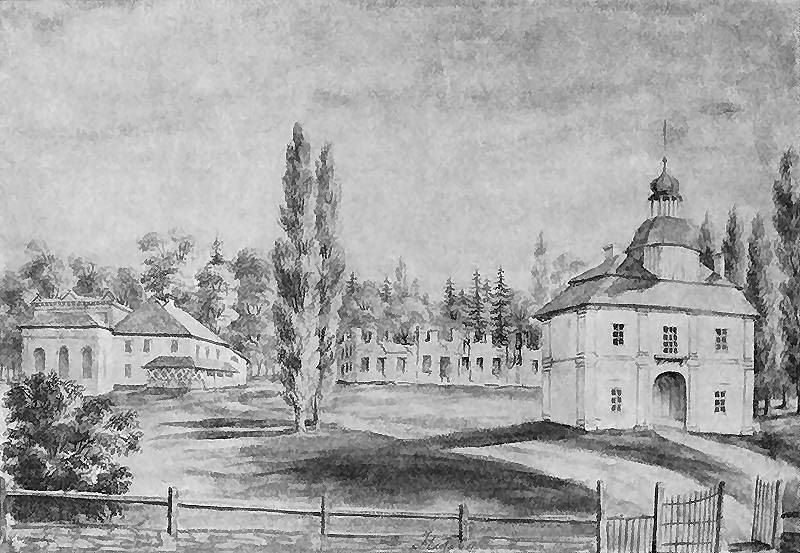
Hołoby w XIX w. Po prawej budynek bramny

Miejscowość została założona w XVI w. Administracyjnie przynależała do województwa wołyńskiego Korony Królestwa Polskiego. Po III rozbiorze Polski w zaborze rosyjskim. W 1873 otwarto stację kolejową na trasie łączącej Kowel i Zdołbunów.
W II Rzeczypospolitej miejscowość była siedzibą gminy wiejskiej Hołoby w powiecie kowelskim województwa wołyńskiego. 
W czasie kampanii wrześniowej stacjonowała tu 13 Eskadra Towarzysząca.
Podczas okupacji niemieckiej Żydów mieszkających w osadzie (kilkadziesiąt rodzin) przesiedlono do Mielnicy, gdzie w 1942 roku zostali rozstrzelani. W marcu 1943 Niemcy przy udziale ukraińskiej policji rozstrzelali około 20 Polaków.
Utracone wraz z Wołyniem przez Polskę w 1945.

## Zabytki
- kościół pw. św. Michała Archanioła z lat 1711-1728 ufundowany przez Józefa Jaruzelskiego[5]
- pałac Ronikierów - nieistniejący. Obok znajdowały się cztery figury z 1711 r., do dziś zachowały się trzy z nich[6][5]. Istnieje także dawna oficyna, rozbudowana w dwudziestoleciu międzywojennym oraz budynek bramny[5].
- plebania - wybudowana w XVIII w. na wzór dawnego polskiego dworu[6]
- cerkiew pw. św. Jerzego w stylu barokowo-klasycystycznym z 1783 r. fundacji Jerzego Wilgi[5]
- dzwonnica z XVIII w. przy cerkwi
- budynek dworca kolejowego z 1903

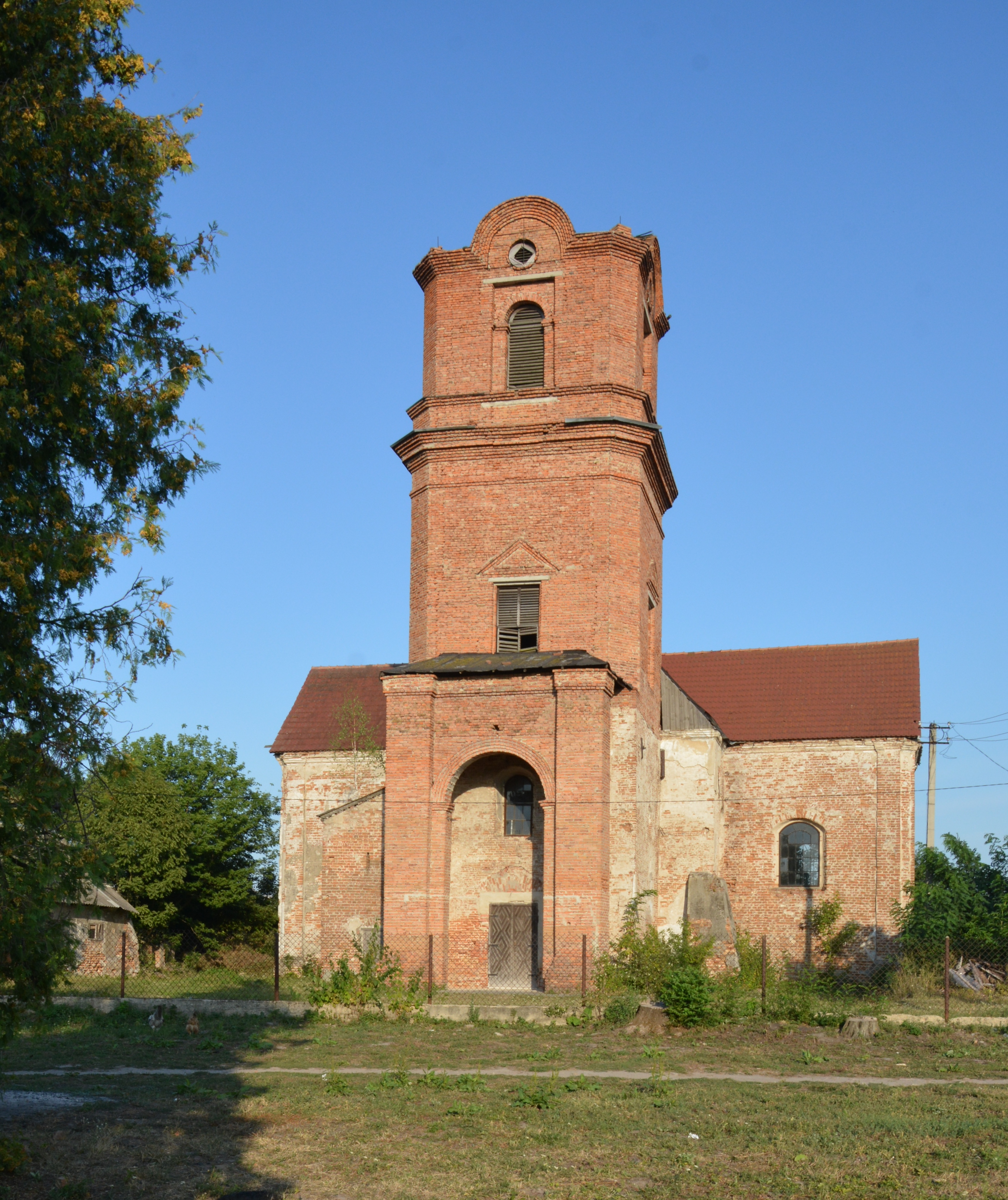
Kościół św. Michała Archanioła
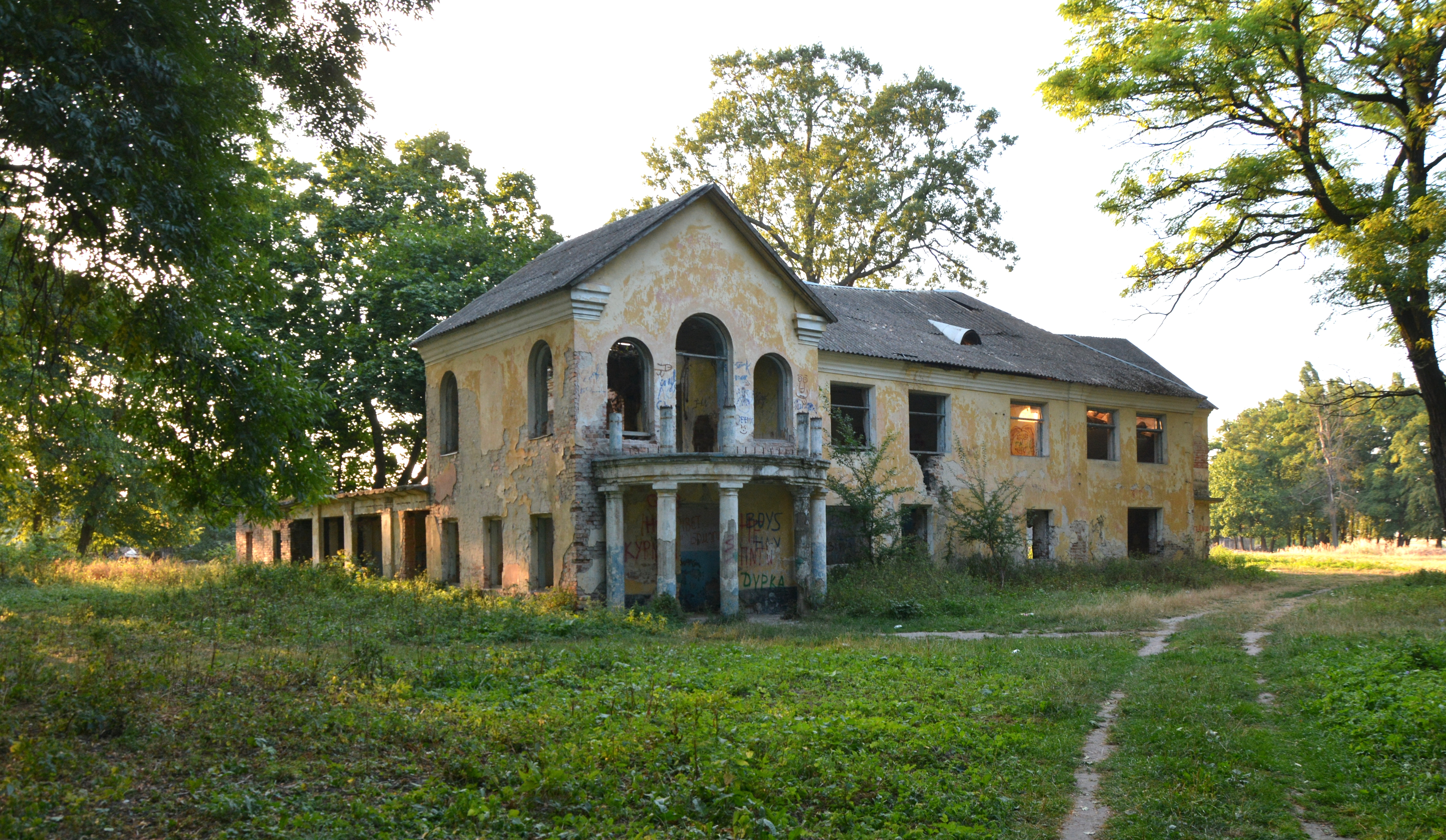
Zespół pałacowy Ronikierów
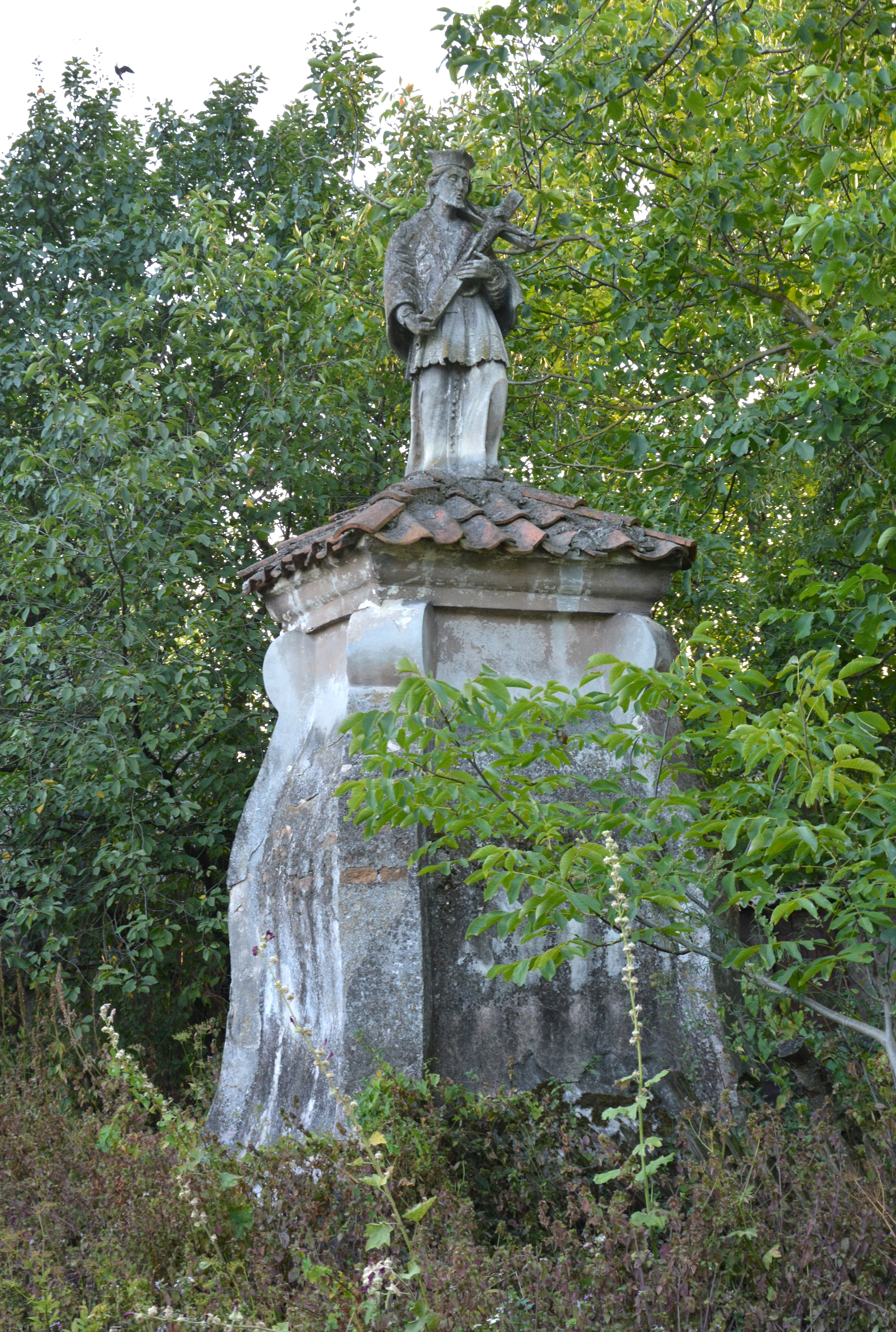
Figura w zespole pałacowym
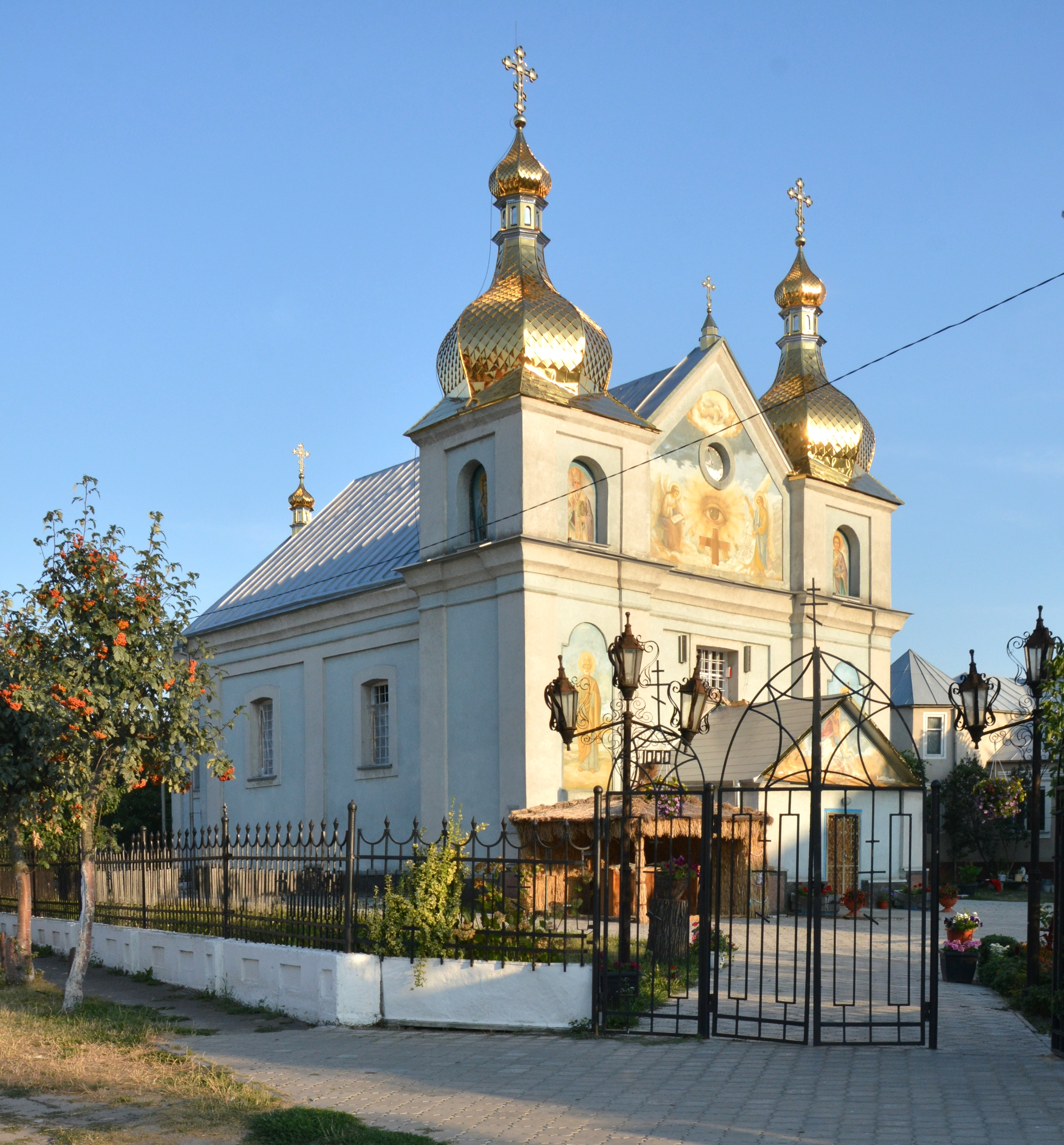
Cerkiew św. Jerzego (UKP PM)

## Urodzeni w Hołobach
- Stanisław Roziewicz – polski tokarz, poseł na Sejm PRL
- Barnaba (Hładun) – biskup Ukraińskiego Kościoła Prawosławnego Patriarchatu Moskiewskiego